# Inga saltensis
El pacay, Inga saltensis es una especie de leguminosa en la familia Fabaceae.
Es endémica de Argentina en Salta y de Bolivia.
Está amenazada por pérdida de hábitat y por avance de la agricultura.

## Taxonomía
Inga saltensis fue descrita por Arturo Erhardo Burkart y publicado en Las Leguminosas Argentinas (ed. 2) 542. 1952.